# Resolutie 1655 Veiligheidsraad Verenigde Naties
Resolutie 1655 van de Veiligheidsraad van de Verenigde Naties werd unaniem aangenomen op 31 januari 2006. Deze resolutie verlengde de VN-macht in Zuid-Libanon met een half jaar.

## Achtergrond
Na de Israëlische inval in Zuidelijk Libanon eind jaren 1970, stationeerden de Verenigde Naties de tijdelijke VN-macht UNIFIL in de streek. Die moest er de vrede handhaven totdat de Libanese overheid haar gezag opnieuw kon doen gelden.
In 1982 viel Israël Libanon opnieuw binnen voor een oorlog met de Palestijnse PLO. Midden 1985 begon Israël met terugtrekkingen uit het land, maar geregeld vonden nieuwe aanvallen en invasies plaats.

## Inhoud
Sinds 16 juni 2000 had Israël zich – na jaren – teruggetrokken uit het zuiden van Libanon. Daarmee had de UNIFIL-vredesmacht twee van haar drie taken voltooid. Ze concentreerde zich nu op het herstellen van de vrede en veiligheid. Men was echter bezorgd om de spanningen en schendingen langsheen de "blauwe lijn", zoals de vijandelijkheden van Hezbollah en de vanuit Libanon op Israël afgevuurde raketten.
Het mandaat van UNIFIL werd verlengd tot 31 juli 2006. Alle daden van geweld werden veroordeeld en men was bezorgd over ernstige schendingen van de terugtrekkingslijn. Men drong erop aan dat Libanon meer zou doen om zijn eigen grondgebied volledig onder controle te krijgen. Ten slotte benadrukte de Veiligheidsraad het belang van duurzame vrede in het Midden-Oosten.

## Verwante resoluties
- Resolutie 1644 Veiligheidsraad Verenigde Naties (2005)
- Resolutie 1648 Veiligheidsraad Verenigde Naties (2005)
- Resolutie 1664 Veiligheidsraad Verenigde Naties
- Resolutie 1680 Veiligheidsraad Verenigde Naties

Lijst ·  1652 ·  1653 ·  1654 ·  1655 ·  1656 ·  1657 ·  1658 ·  1659 ·  1660 ·  1661 ·  1662 ·  1663 ·  1664 ·  1665 ·  1666 ·  1667 ·  1668 ·  1669 ·  1670 ·  1671 ·  1672 ·  1673 ·  1674 ·  1675 ·  1676 ·  1677 ·  1678 ·  1679 ·  1680 ·  1681 ·  1682 ·  1683 ·  1684 ·  1685 ·  1686 ·  1687 ·  1688 ·  1689 ·  1690 ·  1691 ·  1692 ·  1693 ·  1694 ·  1695 ·  1696 ·  1697 ·  1698 ·  1699 ·  1700 ·  1701 ·  1702 ·  1703 ·  1704 ·  1705 ·  1706 ·  1707 ·  1708 ·  1709 ·  1710 ·  1711 ·  1712 ·  1713 ·  1714 ·  1715 ·  1716 ·  1717 ·  1718 ·  1719 ·  1720 ·  1721 ·  1722 ·  1723 ·  1724 ·  1725 ·  1726 ·  1727 ·  1728 ·  1729 ·  1730 ·  1731 ·  1732 ·  1733 ·  1734 ·  1735 ·  1736 ·  1737 ·  1738